# 三二一
「三二一」 (サン・アー・イー、英: Three Two One）は、中国の歌手・アオシュエン・リのオリジナルデシングルである。2018年12月25日に日本より配信された。

## 概要
《三二一》李奧軒が作曲し、日本人の新世代女性シンガーをフィーチャリングしての作品が完成。初めての歌、初めての越境協力作品、初めての日本でのレコーディング… 全てが新たなチャレンジ。過程中のいろいろな問題に対して、李奧軒は「私はもともと挑戦することが好きな人だから、この過程を楽しんでいます。」と答えている。 
製作は5月からスタートしたが、楽曲のクオリティを上げるため、中国にいる編曲家と20回以上もの修正を繰り返し、さらに帰国期間中にも対面で修正したこともあった。女性歌手との最も困難なチャレンジは作詞、文の区切りと音楽言語だった。シンガーソングライターとしての二人は、曲に対して自分なりのこだわりがあったため、多忙な中で最大限の時間を使って交流を深め、さらにピアノスタジオでの練習の後にも、廊下で深夜まで歌詞を練習した。
日本語と中国語が交錯する現場で、二人は練習時よりはるかに上手く歌い、予定より早くレコーディングと撮影を完成させた。一番感動的だったのは、女性歌手が李奧軒に英語の発音を繰り返して教えることと、彼女に中国語の発音をサポートする李奧軒の姿だった。
2018年のクリスマス、「エレクトロのプリンス」に変身した李奥軒は、ニューシングル「三・二・一」で初めて歌声を披露する。この国境を超える若者の、友達以上恋人未満を歌ったニューシングルは全世界で公開。

## 制作チーム
李奥軒が作曲、桃ふじ及び相澤香純。が作詞。ボーカルディレクションは大河内航太が手がけた 。

## 収録曲
| 01 | 曲名       | 作曲／作詞／編曲                                   | 時間  |
| -- | ---------- | -------------------------------------------------- | ----- |
| 01 | 三・二・一 | 作曲：李奥軒 作詞：桃ふじ、相澤香純。 編曲：王茂盛 | 03:22 |